# 马里于斯·珀蒂帕

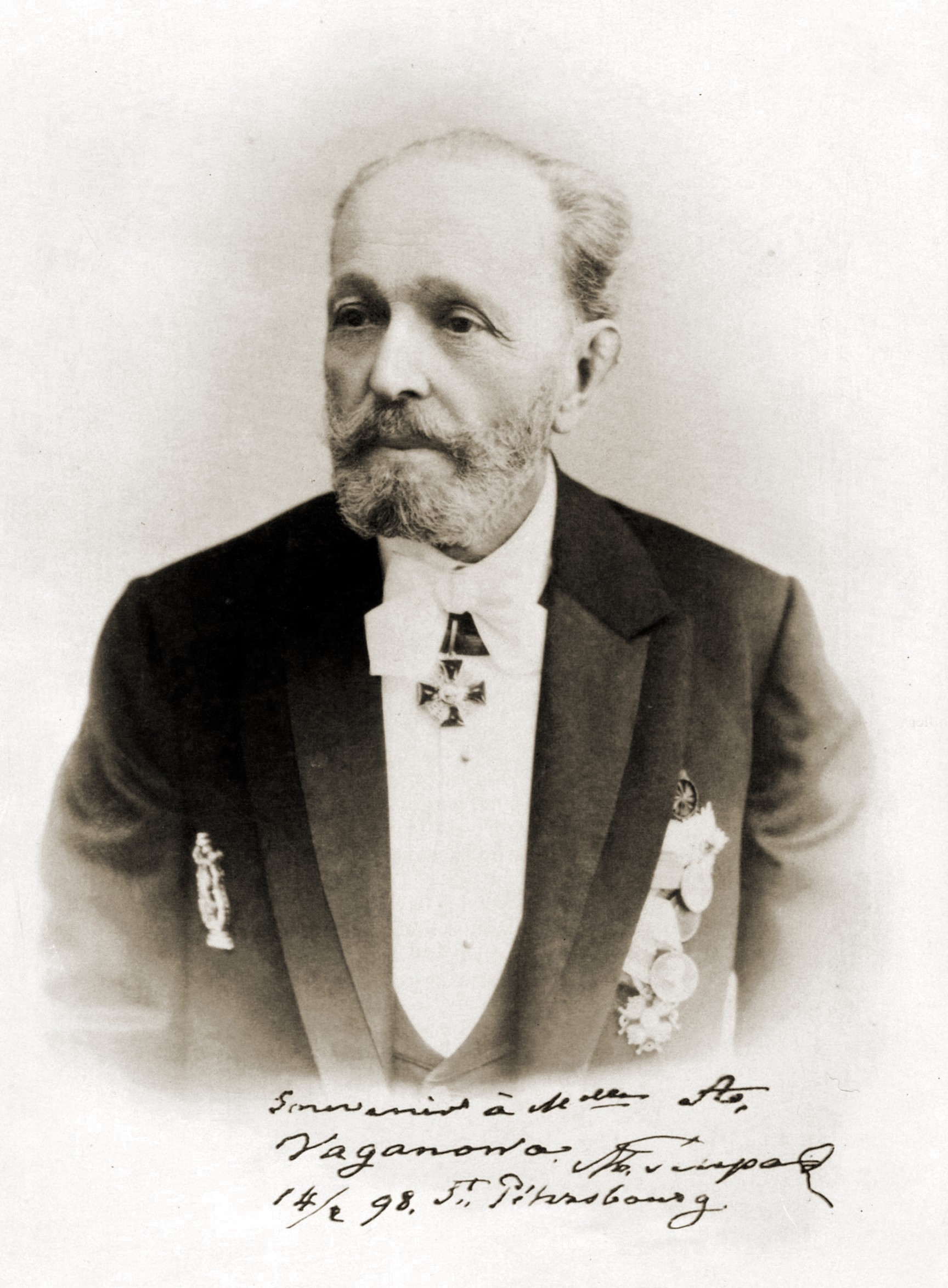
马里于斯·珀蒂帕

马里于斯·珀蒂帕（法語：Marius Petipa；1818年3月11日—1910年7月14日）是一个法裔俄罗斯芭蕾舞演员、教师和编舞者。珀蒂帕被认为是芭蕾舞历史上最具有影响力的大师和编舞者之一。

## 生平
珀蒂帕出生于法国马赛。他的童年是在欧洲各地居住，这是由于他父亲的工作关系，使得他们在各个城市轮流居住。